# Opština Šid
Šid (serbisch-kyrillisch Шид, deutsch veraltet Schid) ist eine Gemeinde im serbischen Bezirk Srem. Der Hauptort der Gemeinde ist Šid.

## Stadtbezirk
Neben der eigentlichen Stadt umfasst die Gemeinde Šid noch 18 weitere Orte im Umland. Die Gesamteinwohnerzahl beträgt etwa 39.000 (2002). Folgende Ortschaften gehören zur Gemeinde:
- Adaševci
- Batrovci
- Bačinci
- Berkasovo
- Bikić Do
- Bingula
- Vašica
- Višnjićevo
- Gibarac
- Erdevik
- Ilinci
- Jamena
- Kukujevci mit Mariä-Entschlafens-Kirche
- Ljuba mit Kirche Hl. Großmärtyrer Dimitri
- Molovin
- Morović
- Privina Glava
- Šid
- Sot mit Kirche Hl. Apostel Peter und Paul (Sot)

## Bevölkerung
Die ethnische Zusammensetzung der Bevölkerung der Gemeinde Šid ist wie folgt:
- Serben 77,62 %
- Slowaken 6,46 %
- Kroaten 5,35 %
- Ruthenen 3,38 %
- Jugoslawen 1,89 %

Dabei siedeln die Slowaken vor allem in Ljuba, während die übrigen Ortschaften überwiegend serbisch sind.